# Killers (groupe français)
Pour les articles homonymes, voir Killers.
Killers est un groupe de heavy metal français, originaire de Bardos, dans les Pyrénées-Atlantiques. Avec plus de 20 albums studio et un DVD, ils abordent beaucoup de facettes de la musique metal (heavy, speed, parfois thrash) avec plus ou moins de prépondérances de styles selon les albums.
Le groupe est composé de Patrick Oliver à la basse, Thierry Andrieu à la guitare et aux chœurs, Bruno Dolheguy à la guitare et au chant et Vincent Roubière à la batterie (en concert). Les textes écrits par Bruno Dolheguy sont toujours chantés en français (parfois en basque).

## Biographie

### Débuts (1982–1984)
Killers est formé en 1982, ou 1984 selon les sources, à Bardos, dans les Pyrénées-Atlantiques. Le groupe s'appelle à l'origine Genocide, en référence au morceau homonyme de Judas Priest. Finalement, le groupe décide de se rebaptiser Killers. À cette période, le groupe comprend Jean-Marie Ducout à la batterie, Patrice Latapy à la basse, Patrice Le Calvez au chant, Didier Deboffe, et Bruno Dolheguy à la guitare, et joue pendant les bals. Peu après, Patrice est remplacé par Pierre Paul à la basse, et Jean-Marie est remplacé par Pascal Chauderon à la batterie. 
En 1983, le groupe décide de laisser tomber les bals pour se concentrer sur ses propres compositions, et tente sa chance dans le rock en 1984 à cette période émergente à Bayonne. Pascal, qui doit se séparer du groupe pour se concentrer sur ses études, est remplacé en mai 1984 par Michel Camiade qui jouait au sein du groupe Airborne. Ils enregistrent plusieurs chansons dont Chevaliers du déshonneur et Au nom du Rock 'n' Roll qui seront retenues pour la sortie d'un prochain 45 tours. Finalement, le groupe enregistre et publie deux démos en 1984, Demo et Killers. 
À la fin de 1984, ils enregistrent et mixent 24 chansons au Studio Carat de Bordeaux, en Gironde. Ils publient alors leur premier album studio, intitulé Fils de la haine, qui présente dix morceaux, en mars 1985. L'album est très bien accueilli par la presse spécialisée en France, et à l'international. Le magazine britannique Kerrang! les classe même dans les charts imports. À cette occasion, le groupe tourne en soutien à l'album et en avril 1985 un week-end de trois soirées consécutives en Aquitaine avec Vulcain. 

### DeDanger de vieàRésistances(1985–1989)
En juillet 1985, le groupe participe à la dernière minute au France Festival de Choisy-le-Roi où ils rencontrent ADX. Ils y font aussi la connaissance de Jean-Paul Godest par le biais de Christian Begrès, gérant de Manhattan Boutique à Bayonne. En 1986, le groupe publie son deuxième album studio, Danger de vie. L'album est, dans son ensemble, bien accueilli par la presse spécialisée nationale.
Une première formation se met en ordre de marche, mais le résultat ne convainc pas Bruno, qui préfère repartir avec des membres d'un groupe bayonnais appelé V.S.O.P. avec qui il « faisait très souvent la fête » et dont il « appréciait l'énergie et l'état d'esprit. » Philippe Borda devient le nouveau batteur du groupe, Miguel Caron le nouveau bassiste, François Merle le nouveau guitariste et Serge Pujos le nouveau chanteur. Selon Bruno, « durant cette période de trois ou quatre mois, on a eu droit à certains coups bas pour tenter de marginaliser, voire d'effacer, notre existence, mais cela n'a fait que renforcer notre détermination en suscitant une colère saine qui nous a fait intituler ce troisième album Mise aux poings. »
Mise aux poings est publié en mars 1987 au label Dream Records, et distribué par CBS Records. Il est enregistré en douze jours, et mixé en trois jours à Auvers-sur-Oise par Laurent Thibault et Pascal Bodin. L'album est distribué à l'international par Brennus Music. Dès sa sortie, le groupe reprend les concerts et se met en brève pause durant l'été. Ils reprennent les concerts à la rentrée 1987, puis enregistrent un nouvel album prévu pour février 1988, mais repoussé à juillet à la suite du départ de Miguel, pour des raisons extra-musicales, qui sera remplacé à la basse par René Chavin. Ce quatrième album, intitulé Résistances, sera enregistré en deux semaines et mixé en une entre juillet et août 1988 à Vic-en-Bigorre au studio d'Albret par Michel Dasque et Jean-Bernard Italiano. Leur label Dream Records cesse ses activités, et le groupe doit alors chercher un nouveau label. Ils concluent alors un accord avec le label Sydney Productions, qui a beaucoup apprécié leur nouvel album.
Les concerts reprennent avec la sortie de l'album Résistances au début de 1989,,. Cependant, Serge annonce au reste du groupe son désir d'arrêter toute activité musicale, et assure, à partir de ce moment, toutes les dates prévues. Le groupe cherche alors un nouveau chanteur.

### DeCités interditesà109(1990–1999)
Après le départ de René Chavin, ce dernier est remplacé à la basse par David Pepiot en 1990. Cependant, le groupe reste dépourvu de chanteur après le départ de Serge. Bruno décide donc de s'y essayer. Killers part en studio enregistrer son cinquième album sous cette formation à quatre au studio d'Albret à Vic-en-Bigorre. Par la suite, Patrick Soria devient leur nouveau batteur, et son frère, Pascal, devient leur troisième guitariste. 
Leur nouvel album, Cités interdites, est publié au début de 1992. Le groupe reprend les concerts à la fin de 1991 et un an plus tard, en 1992, David quitte le groupe. Alain Garcès devient leur nouveau bassiste. Les concerts continuent mais avec deux guitaristes, Pascal ayant quitté le groupe. François s'éloigne progressivement du groupe, puis part. Il est remplacé en 1994 par Fabrice Arnouts. 
Leur sixième album studio, Contre-courant, est publié en 1995, mais cette fois en auto-production (sans passer par label). Ils tournent en soutien à l'album, notamment un festival organisé à Bardos pour célébrer les dix ans du groupe. Fabrice doit par la suite quitter le groupe pour effectuer son service militaire ; il est donc remplacé par Ronan Jacques en avril 1996 à la guitare. À la fin de 1996, le groupe prévoit de sortir son premier album live, intitulé Ennemis en public. Avant la sortie de l'album, Killers se joint à Brennus Music. Le groupe se met à composer et enregistrer de nouvelles chansons. Ils sortent alors l'album studio Fort intérieur. 
Entretemps, Bruno compose de nouvelles chansons qui seront incluses dans leur prochain album, 109. Il fait la rencontre de Nicko Andrieu, lors d'un concert à Bayonne, qui devient le nouveau batteur du groupe. Il en profite pour recruter son frère Thierry à la guitare. Ainsi cette formation enregistre et publie l'album 109 en avril 1999 toujours chez Brennus.

### DeMauvaises grainesà10:10(2000–2012)
Les concerts reprennent et le groupe est contacté par les organisateurs du festival allemand Wacken Open Air qui réunit pour sa dixième édition 25 000 spectateurs. Entretemps, ils composent puis publient l'album Mauvaises graines,,.
Le groupe recommence à travailler avec Xavier Lorente qui avait réalisé le logo et le dessin qui figurent sur Fils de la haine. Avec son aide pour la transposition des textes en anglais, une version en anglais de Mauvaises graines, intitulée Killing Games,  est publiée en mars 2001,. Le 16 juin 2001, Nicko décède dans un accident de moto. Malgré la peine qui règne dans le groupe, les membres préfèrent continuer « car c'est assurément ce qu'il aurait voulu », selon Bruno. Ils tournent alors de nouveau et publient un nouvel album studio, intitulé Mise aux poings 2001  en septembre 2001, accompagné d'une vidéo bonus réalisée par Olivier Nelli, un passionné de longue date du groupe. En novembre 2001, ils reprennent les enregistrements et jouent d'autres concerts avec notamment une toute première date en février 2002 sur Paris intra-muros. En été 2002, les enregistrements s'intensifient.
Leur nouvel album intitulé, Habemus Metal, est publié en novembre 2002 chez Brennus Music, et est très bien accueilli par la presse spécialisée nationale et internationale,,,. Entretemps, le groupe atteint la première place du référendum annuel des lecteurs du magazine français Hard Rock, et reçoit un trophée le dimanche 6 avril 2003 à Paris. Le groupe effectue d'autres concerts dont un nouveau en juillet en Allemagne en 2003 au festival Keep It True. En décembre 2003, ils publient un deuxième album live intitulé Le côté live.
En juin 2004, ils jouent quelques concerts à Bidache. En novembre 2004, le groupe publie son tout premier DVD réalisé par Olivier Nelli, puis célèbre ses vingt ans d'existence les 12 et 13 novembre à Bidache. Le DVD comprend deux heures de performance au Wacken Open Air en 1999, avec un bonus intitulé Graines 2001, un clip monté sur Hibernus Metal, et des images issues de concerts à La Bastide Clairence et Bidache entre mars et mai 2003. En avril 2006, le groupe assiste à la mise en ligne de son forum officiel. À la rentrée 2006, les enregistrements d'un nouvel album sont terminés ; cependant, un drame frappe le groupe lorsque la mère de Bruno décède en octobre ; l'album est donc repoussé au début de 2007. À l'ombre des vautours est publié en avril 2007 au label Brennus Music, et distribué par Socadisc. Il est très bien accueilli par la presse nationale et internationale,,,,,,. En 2008, ils abandonnent définitivement le circuit de distribution classique pour diffuser seuls leurs albums directement à des prix extrêmement abordables. 
En février 2010, après quinze ans de service, Florent quitte le groupe. Carlo Di Matteo, ami et fan de Killers depuis presque vingt ans, le remplace en mars 2010. Le groupe tourne de nouveau en juillet 2010. En milieu 2011, ils se consacrent à l'enregistrement de nouveaux morceaux. À la fin de 2011, les batteries sont enregistrées. En janvier 2012, le groupe contacte un dessinateur pour la pochette de leur futur album. Bruno explique que « tout est enregistré mais la première pochette que le dessinateur nous propose fin août ne paraît pas convenir pour cet album à trois membres du groupe. »

### DeImidoau nouvel album (depuis 2015)
Les basques viennent de sortir le 10 février 2015 leur nouvel album intitulé Le Baiser de la mort, célébré les 15 ans de Mauvaises graines en juin 2015 et les 30 ans de Fils de la haine en août 2015.
Leur dernier album, Trajets-dits est sorti en 2017.

## Membres

### Membres actuels
- Bruno Dolheguy - guitare (depuis 1982), chant (depuis 1987)
- Patrick Oliver - basse (depuis 1998)
- Thierry Andrieu - guitare, chœurs (depuis 1999)

### Membre de tournée
- Vincent Roubière - batterie (depuis 2014)

### Anciens membres
- Patrice Latapy - basse (1982)
- Pierre Paul - basse (1982-1987)
- Jean-Marie Ducout - batterie (1982)
- Pascal Chauderon - batterie (1982-1984)
- Didier Deboffe - guitare (1982-1987)
- Patrice Le Calvez - chant (1982-1987)
- Michel Camiade - batterie (1984-1987)
- Miguel Caron - basse (1987-1988)
- Philippe Borda - batterie (1987-1990)
- François Merle - guitare (1987-1994)
- Serge Pujos - chant (1987-1989)
- René Chavin - basse (1988-1990)
- David Pepiot- basse (1990-1992)
- Patrick Soria - batterie (1990-1998)
- Pascal Soria - guitare (1990-1994)
- Alain Garces - basse (1992-1998)
- Fabrice Arnouts - guitare (1994-1996)
- Ronan Jacques - guitare (1996-1998)
- David Lacaze - batterie (1998-1999)
- Frédéric Cazaux - guitare (1998-1999)
- Nicko Andrieu - batterie (1999-2001, décédé en 2001)
- Florent Pouey - batterie (2001-2010)
- Carlo Di Matteo - batterie (2010-2013)

## Discographie

### Albums studio
- 1985 : Fils de la haine
- 1986 : Danger de vie
- 1987 : Mise aux poings
- 1989 : Résistances
- 1992 : Cités interdites
- 1995 : Contre-courant
- 1998 : Fort intérieur
- 1999 : 109
- 2000 : Mauvaises graines
- 2001 : Killing Games
- 2001 : Mise aux poings 2001
- 2002 : Habemus Metal
- 2007 : À l'ombre des vautours
- 2012 : 10:10
- 2013 : Imido
- 2015 : Le Baiser de la mort
- 2015 : Dont acte (CD deux titres)
- 2017 : Trajets-Dits
- 2022 : Nœuds de têtes

### Albums live
- 1996 : Ennemis en public
- 2003 : Le côté live
- 2004 : Documents 1999-2004
- 2008 : Paris Metal France Festival 2008
- 2008 : Six pieds sur scène. Volume 1
- 2014 : Six pieds sur scène. Volume 2
- 2015 : Live 1985

### Démos
- 1984 : Demo
- 1984 : Killers